# Готабая Раджапакса
Готабая Раджапакса (на синхалски: ගෝඨාභය රාජපක්ෂ; род. през 1949 г.) е държавен и военен деец на Шри Ланка, Президент на Шри Ланка  от 18 ноември 2019 г. до 15 юли 2022 г. е президент на страната.

## Биография
Роден е в едно от влиятелните семейства на Шри Ланка. Баща му е бил депутат и министър. Готабая Раджапакса е петото от девет деца в семейството, брат му Махинда е заемал длъжността президент на страната в течение на два мандата. Двамата му други братя също са заемали правителствени длъжности на високо ниво. През 1971 г. Готабая постъпва на военна служба в армията, обучава се във Военната академия на Шри Ланка.
През 1998 г. семейството емигрира в Съединените американски щати и се връща в Шри Ланка през 2005 г., когато
брат му Махинда Раджапакса е избран за президент на страната при поддръжката на Коалицията на Обединения народен алианс на свободата. От ноември 2005 г. до януари 2015 г. е начело на министерството на отбраната по време на заключителните етапи от гражданската война в Шри Ланка, като ръководи военните действия срещу въстаниците от Тигри за освобождение на Тамил Илам в североизточната част на острова.
През 2015 г. на президентските избори брат му отстъпва властта на опозицията от Новия демократичен фронт, воден от Майтрипала Сирисена.
По време на избирателната кампания за президентските избори през 2019 г. Готабая използва основно риториката на синхалския национализъм. На 17 ноември 2019 г. побеждава кандидата от Обединената национална партия (UNP) Саджит Премадас и става президент на страната.